# Edward Page Mitchell
Pour les articles homonymes, voir Edward Mitchell et Mitchell.
Œuvres principales
L'Homme le plus doué du monde
Edward Page Mitchell, né le 24 mars 1852 à Bath, dans l'État du Maine), et mort à New London, au Connecticut, en 1927, est un journaliste et un écrivain américain, auteur de nouvelles de science-fiction.
Il faut attendre plusieurs décennies après sa mort avant que Mitchell ne soit reconnu comme l'un des pionniers de la science-fiction. On lui doit l'histoire d'un homme auquel la science permet de se rendre  invisible (The Crystal Man, 1881), celle d'un voyage dans le temps, L'Horloge qui reculait (The Clock that Went Backward, 1881), deux textes parus bien avant les romans de H.G. Wells, à savoir, L'Homme invisible (The Invisible Man, 1897) et La Machine à explorer le temps (The Time Machine, 1895). Il décrit un voyage à une vitesse supraluminique  dans  Tachypomp. La plus célèbre de ses œuvres, L'Homme le plus doué du monde (The Ablest Man in the World, 1879), a pour héros un cyborg. On lui doit également les premiers récits évoquant le transfert de matière ou téléportation (The Man Without a Body, 1877), le thème du mutant d'intelligence supérieure (Old Squids and Little Speller). Exchanging Their Soul (1877) est une des premières œuvres de fiction évoquant la possibilité d'un transfert mental.

## Biographie

### Origines et débuts
Issu d'un milieu aisé, Mitchell est né à  Bath, dans le Maine (États-Unis), d'où était originaire la famille de sa mère. À l'âge de huit ans, il s'installe avec ses parents à New York dans une maison de la Cinquième Avenue, face à l'emplacement de la future bibliothèque municipale.
En 1863 il est témoin des émeutes suscitées par la conscription (Draft Riots) lors de la Guerre civile, qu'il décrira plus tard dans ses mémoires. À la suite de ces violence, le père de Mitchell prend la décision d'aller vivre avec sa famille à Tar River, en Caroline du Nord. C'est là que le jeune Mitchell voit ses premiers écrits publiés sous forme de lettres écrites au Bath Times (le quotidien de sa ville natale).
L'existence de Mitchell est marquée par une tragédie personnelle qui le frappe à l'âge de vingt ans, dans des circonstances assez curieuses. Il est à bord du train qui le ramène au Bowdoin College à Bath, lorsqu'une escarbille brûlante s'échappe de la cheminée de la locomotive et, passant par la fenêtre ouverte, vient frapper son œil gauche et le blesse. Les médecins s'évertuent à lui rendre la vue pendant plusieurs semaines lorsque l'œil droit de Mitchell cesse à son tour de voir, frappé d'ophtalmie sympathique. Il est désormais totalement aveugle. Or, son œil gauche brûlé finit par guérir et voit à nouveau, mais l'œil droit, qui n'a souffert d'aucun traumatisme, reste irrémédiablement non fonctionnel. Cet œil sera plus tard excisé chirurgicalement et remplacé par un œil de verre. C'est pendant sa convalescence que Mitchell rédige sa première nouvelle connue, The Tachypomp.

### Carrière journalistique
Mitchell devient journaliste professionnel au  Daily Advertiser de Boston, Massachusetts, sous l'égide d'Edward Everett Hale, aujourd'hui reconnu lui aussi comme un des premiers auteurs de science-fiction américains.
Mitchell s'est toujours passionné pour le surnaturel et le paranormal. À ses débuts, il enquête très sérieusement sur des phénomènes de hantise et rédige des articles concluant à leur origine naturelle. Il finit par interviewer Helena Blavatsky, médium alors célèbre, et dont il devient l'ami, mais qu'il considère comme une mystificatrice.
Le sésame qui permet à Mitchell d'entrer au quotidien new-yorkais The Sun, est une histoire de fantômes, intitulée Back from that Bourne (littéralement : Retour de l'au-delà). Ce récit de fiction se présente comme la véridique histoire d'un habitant du Maine récemment décédé qui revient hanter sa maison. Une des dernières nouvelles de Mitchell, An Uncommon Sort of Spectre (littéralement : Un drôle de spectre), est l'un des premiers exemples littéraires d'un fantôme venu du futur. Nombre de récits de fiction publiés par Mitchell sous forme d'articles sérieux, traitent de fantômes ou de phénomènes surnaturels et seraient aujourd'hui classés dans la littérature fantastique plutôt que la science-fiction.
Mitchell introduit plus d'un concept innovant dans ses récits de science fiction, que l'on pourraît ici relier au courant du merveilleux scientifique. The Senator's Daughter (1879), se déroule en 1937 et anticipe de façon audacieuse sur les progrès de la technologie : transport en tube pneumatique, chauffage électrique, journaux imprimé directement chez soi par impulsion électrique, concentrés alimentaires en cachets, radiodiffusion internationale et animation suspendue ou biostase par congélation (cryogénie). La même nouvelle anticipe  également l'évolution de la société avec  le droit de vote pour les femmes et le mariage interracial. Elle envisage même une guerre entre les États-Unis et la Chine dont cette dernière sort victorieuse 
.
En 1874, Mitchell épouse Annie Sewall Welch. Lorsque Mitchell commence à travailler au Sun, ils vivent dans un appartement de Madison Avenue, où ils ont  deux enfants. L'espace venant à manquer le couple s'installe à Bloomfield, au New Jersey, où ils vivent jusqu'à la naissance de leurs deux autres fils. Il semble que la vie familiale de Mitchell ait été heureuse. Un des confrères de Mitchell au Sun, le rédacteur de nuit Garrett P. Serviss, va devenir une figure importante des débuts de la science-fiction. Mitchell passe de nombreuses années à Glen Ridge, New Jersey et on lui attribue la création de cette communauté. En effet, il s'y installe alors qu'elle est relativement peu développée, et son exemple  incite d'autres personnes à y faire construire.
Le 20 juillet 1897, Mitchell devient rédacteur en chef de The Sun, qui est devenu à cette époque un des plus grands quotidiens américains, succédant à Charles Anderson Dana. En 1912, devenu veuf, il épouse en secondes noces Ada M. Burrough dont il a un cinquième fils. Il vit confortablement grâce à son travail de journaliste, ne cherchant pas la notoriété par d'autres moyens que ses articles. Les occasions ne lui manquent pas de se faire une réputation, mais il ne s'en prévaut jamais. Après quasiment trois décennies passées au Sun, il prend sa retraite en 1926 et meurt d'une hémorragie cérébrale au cours de l'année suivante. Mitchell reste un membre populaire et respecté de la communauté journalistique américaine jusqu'à sa mort, survenue lors d'une visite à New London, Connecticut. Il est enterré à Glenn Ridge, sa résidence favorite.

## Notoriété et postérité
Méconnu en son temps par les lecteurs européens et encore quelque peu sous-estimé de nos jours, d'autant que ses nouvelles littéraires étaient publiées anonymement (sous l'étiquette d'un correspondant, comme pour donner l'impression d'une information), Edward Page Mitchell fut en revanche très lu aux États-Unis et, de ce fait, souvent imité.
La redécouverte progressive de  Mitchell et de son travail commence avec la publication en 1973 d'une anthologie de ses nouvelles, rassemblées par Sam Moskowitz. L'introduction détaillée de Moskowitz est riche en informations sur la vie de Mitchell. Les nouvelles étant parues de façon anonyme et n'ayant jamais été répertoriées, Moskowitz a eu beaucoup de mal à en établir la liste et à rassembler les textes de celui qu'il présente comme le Titan oublié de la science fiction américaine.
L'influence d'Edgar Allan Poe est très sensible dans l'œuvre de Mitchell. Il lui emprunte notamment le procédé qui consiste à donner à un personnage grave et sérieux un nom ridicule, par exemple « Professeur Dummkopf » (Imbécile en Allemand) dans The Man Without a Body. Les nouvelles de Mitchell étant à l'origine publiées dans un quotidien d'informations, sans typographie ni mise en page particulières, il est très probable que ce procédé finissait par leur conférer une nature fictionnelle et que ses lecteurs les distinguaient des articles de pure actualité. Ce code, ou pacte complice avec le lecteur, avait été employé par le passé, entre autres par Poe ou William Austin (1778-1841).

## Œuvre

### Nouvelles
À l'exception de The Tachypomp, insérée dans le Scribner's Monthly, toutes les nouvelles de Mitchell sont parues dans The Sun.
- The Tachypomp (1874)
- Back from that Bourne (1874)
- The Story of the Deluge (1875)
- The Soul Spectroscope (1875)
- The Inside of the Earth (1876)
- The Man Without a Body (1877)
- The Case of the Dow Twins (1877)
- Exchanging Their Souls (1877)
- The Cave of the Splurgles (1877)
- An Extraordinary Wedding (1878)
- The Devilish Rat (1878)
- The Pain Epicures (1878)
- The Terrible Voyage of the Toad (1878)
- The Facts in the Ratcliff Case (1879)
- The Devil's Funeral (1879)
- An Uncommon Sort of Spectre (1879)
- The Ablest Man in the World (1879)
- The Senator's Daughter (1879)
- The Professor's Experiment (1880)
- Our War With Monaco (1880)
- The Crystal Man (1881)
- The Clock that Went Backward (1881)
- The Wonderful Corot (1881)
- The Last Cruise of the Judas Iscariot (1882)
- The Balloon Tree (1883)
- The Flying Weathercock (1884)
- The Legendary Ship (1885)
- Old Squids and Little Speller (1885)
- A Day Among the Liars (1885)
- The Shadow on the Fancher Twins (1886)

### Traductions françaises
- L'Horloge qui reculait, traduction par Marc Madouraud dans God save science-fiction 1 - À travers la Terre et autres récits anglo-saxons inédits, 1998.
- L'Homme de cristal, Paris, Le Serpent à Plumes, 2003  (ISBN 2-84-261-412-7) [17].
- L'Arbre-ballon et L'Homme le plus doué du monde, traduction par Marc Madouraud dans Fiction no 6, Montélimar, Les Moutons électriques, 2007  (ISBN 978-2-915793-33-8)
- L'Homme le plus doué du monde (The Ablest Man in the World), traduit par Jean-Noël Lafargue, Le Havre, Franciscopolis, 2013  (ISBN 978-2-954-42083-7) ; réédition de L'Homme le plus doué du monde suivi de Le Mécanicien roi, Paris, Libretto, coll. « Littérature étrangère », 2019  (ISBN 978-2-36914-534-9)